# Wykres fazowy Al-Ni

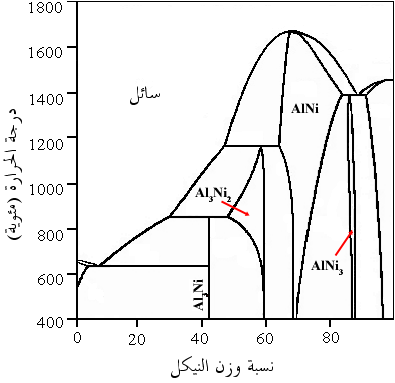
Wykres Al-Ni

Wykres fazowy Al-Ni - jest to wykres równowagowy aluminium w stopie z niklem. Wykres informuje, jaką strukturę posiada stop, przy równowagowym procesie wytwarzania.
Występują tutaj następujące fazy międzymetaliczne: Al3,Ni, Al3Ni2 AlNi, Al3Ni5 oraz AlNi3. Spośród nich AlNi oraz AlNi3 wyróżniają się dobrą odpornością na pełzanie i zmęczenie, odpornością na działanie wysokiej temperatury oraz dobrą wytrzymałością na rozciąganie i granicą plastyczności. Dzięki tym właściwością mogą mieć one zastosowanie wszędzie tam, gdzie wymagana jest odporność na działanie wysokiej temperatury oraz występują środowiska agresywne i korozyjne. Fazy Al3,Ni oraz Al3Ni2 charakteryzują się niską stabilnością termiczną, natomiast faza Al3Ni5 odznacza się dość dużą kruchością.